# 联合国安全理事会第31号决议
联合国安理会31号决议是于1947年8月25日在联合国安全理事会第194次会议上通过的。该决议是关于印度尼西亚问题的，以8票赞成，3票弃权通过。
决议决定成立一个三国委员会，以调停荷兰和印度尼西亚之间的争端。首先由荷兰和印度尼西亚各自指定一个安理会成员国参加该委员会，再由被指定的两国推选一国，与其组成三国委员会。会后，荷兰指定比利时、印度尼西亚指定澳大利亚参与该委员会，比利时和澳大利亚又联合推选美国参加该委员会。